# Juskova Voľa
Juskova Voľa je obec na Slovensku v okrese Vranov nad Topľou v Prešovském kraji na úpatí Slanských vrchů 9 km od města Vranov nad Topľou. Žije zde 296 obyvatel.
První písemná zmínka o obci je z roku 1390. V obci je řeckokatolický Chrám svatého Cyrila a Metoděje z let 1938-1940.